# Rajłów (przystanek kolejowy)
Rajłów (ukr. Райлів, ros. Райлов) – przystanek kolejowy w miejscowości Rajłów, w rejonie stryjskim, w obwodzie lwowskim, na Ukrainie.
Przystanek istniał przed II wojną światową. Nosił wówczas nazwę Zawadów.